# Cuisine madrilène

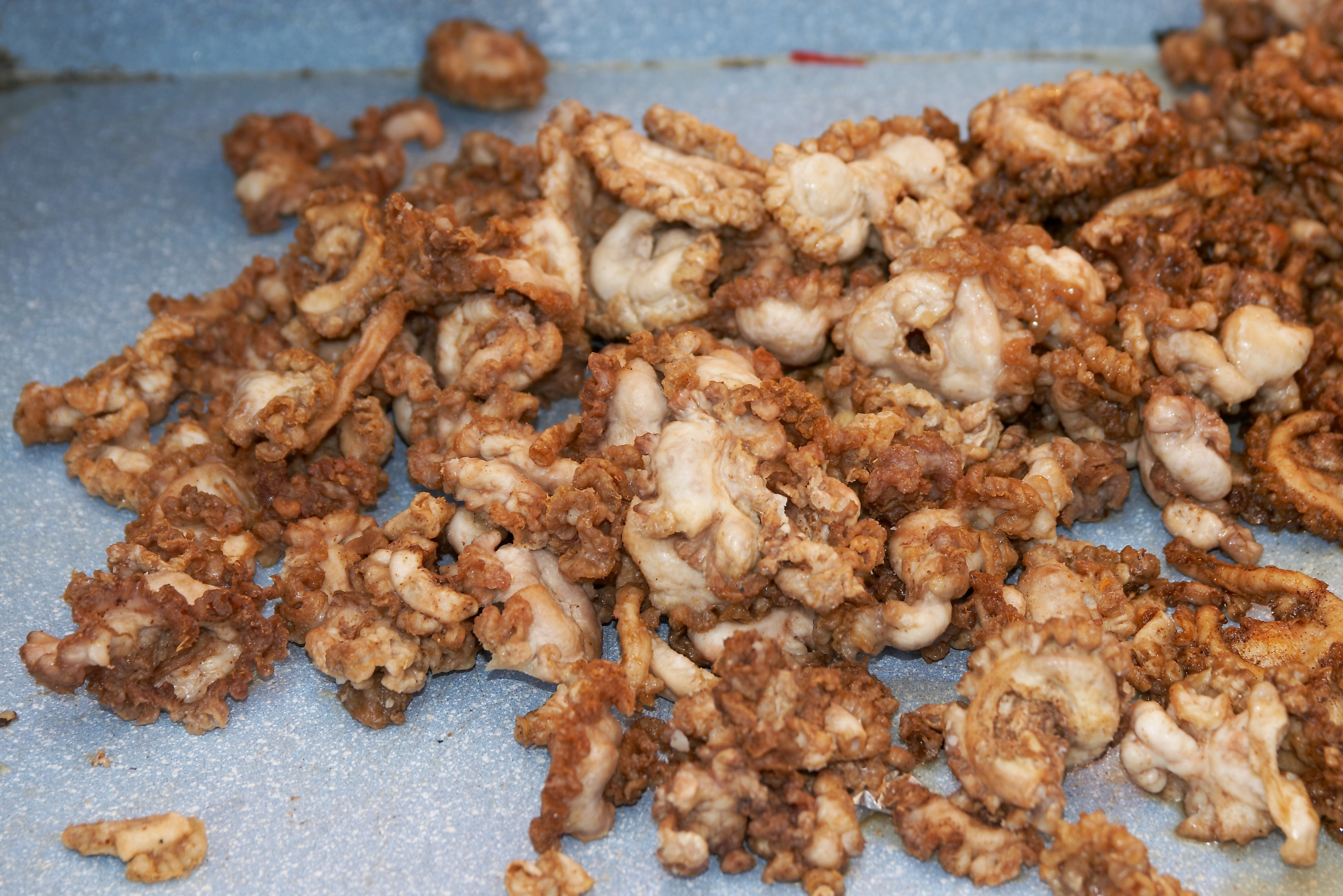
Entresijos fraîchement préparés.

La cuisine madrilène est l'ensemble des plats traditionnels de la capitale espagnole. On y retrouve les traditions culinaires de la population initiale, lorsque Philippe II a créé la capitale, puis des villes de sa propre province, qui ont progressivement apporté leurs propres plats à la cuisine de la ville de Madrid. Il est courant de constater que l'odeur typique de la cuisine madrilène est celle de la friture dans l'huile végétale : churros (fabriqués dans les churrerías), calamares a la romana, tortilla de patatas, sandwichs aux calamars servis dans les bars, patatas bravas, chopitos, etc. Les bars et les restaurants dégagent cette odeur dans les rues à presque toute heure de la journée. Selon certains auteurs, la cuisine madrilène est le résultat de la ruée vers les tascas et les figones, de plats préparés rapidement et montrant des saveurs à accompagner de vins de la région,. De nombreux plats qui portent la dénomination a la madrileña (à la madrilène) proviennent des tascas et des tavernes de Madrid.
L'une des caractéristiques de la gastronomie madrilène est sa capacité à adapter des plats provenant d'autres zones géographiques d'Espagne. Certains des plats et des coutumes culinaires les plus traditionnels trouvent leur origine dans l'émigration de personnes originaires de différentes régions d'Espagne, qui a eu lieu au début du XXe siècle. Aujourd'hui, il n'est pas rare d'observer comment des aliments issus d'autres cultures sont installés dans de nombreuses rues, ce qui enrichit l'offre et ouvre les portes à une cuisine fusion.

## Ingrédients
Les ingrédients qui alimentent la cuisine madrilène sont variés, avec une prédominance des olives et du cardon, et tous sont proposés efficacement par les différents moyens de transport qui relient les zones de production aux marchés de la ville. C'est pourquoi des ingrédients apparemment éloignés apparaissent dans des plats typiques, comme le poisson et les fruits de mer.

### Fruits et légumes

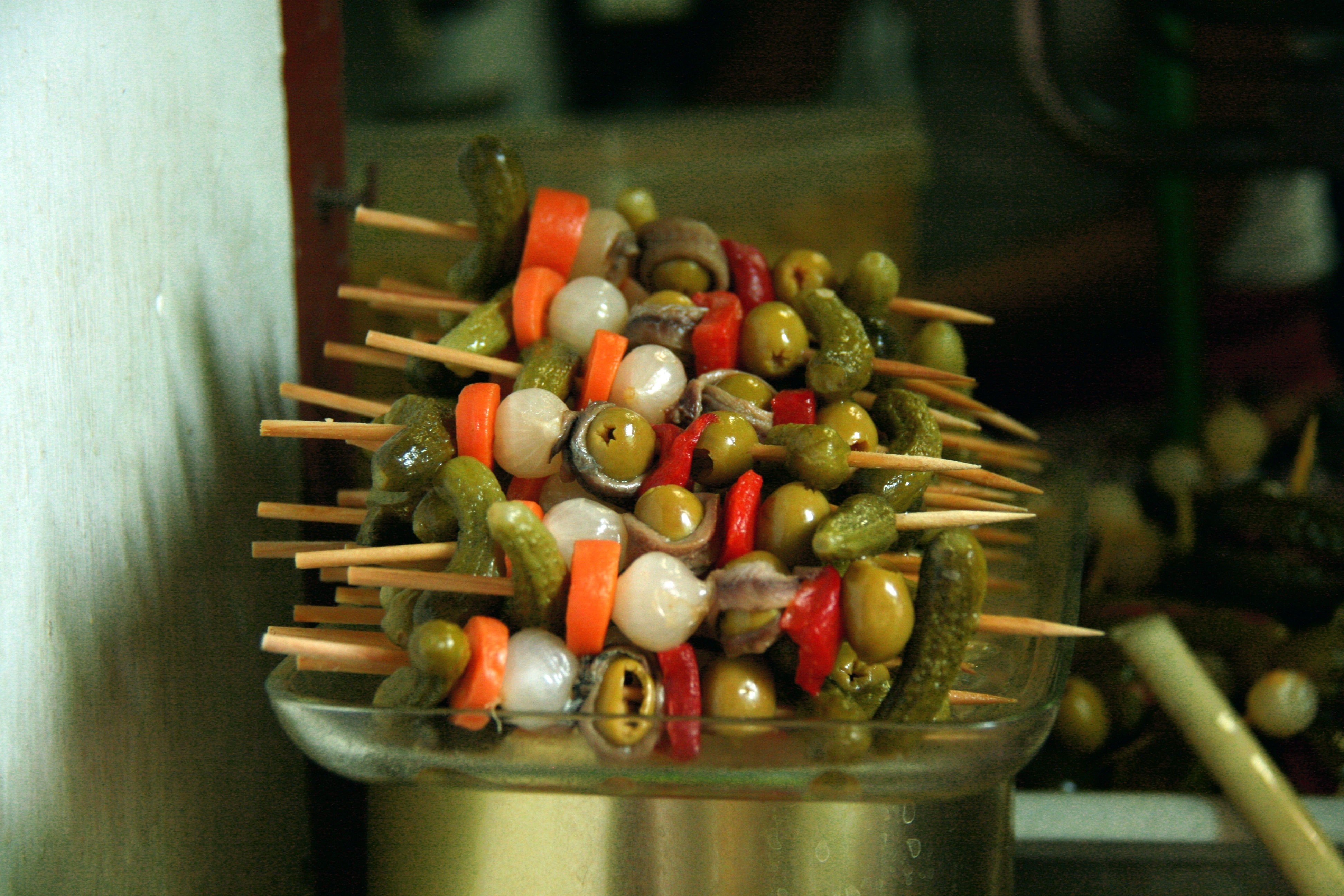
La prédilection de Madrid pour les cornichons se traduit par leur présence dans les lieux festifs ou publics. Sur la photo, des banderilles au Rastro (marché aux puces).

Parmi les fruits, on peut dire que les saisons marquent le rythme de la consommation : par exemple, au printemps-été, on trouve le melon de Villaconejos (utilisé dans le melón con jamón (melon au jambon)) et les fraises d'Aranjuez (fresas con nata). Parmi les légumes, l'asperge d'Aranjuez est la plus populaire, parfois renforcée par d'autres de La Rioja ou de Valence. En hiver, on peut trouver des raisins de la Villa del Prado et des châtaignes grillées sont vendues dans les rues, ainsi que des cacahuètes (anciennement appelées jamón de mono), qui étaient autrefois offertes par les producteurs de cacahuètes. Les noix comprennent les glands d'El Pardo et les amandes d'Alcalá de Henares, dont certaines sont utilisées en confiserie. La consommation de divers légumes secs est très populaire parmi les Madrilènes. Les pois chiches (un ingrédient utilisé dans les ragoûts, dans le populaire cocido madrileño, dans les pois chiches cuits à la madrilène, etc. Parfois, sous l'influence des régions voisines, apparaissent des légumineuses telles que les judiones de la Granja (haricots de La Granja).

### Viande
Dans la section des viandes, il existe de nombreuses variantes, la consommation d'abats se distinguant par sa présence dans les plats classiques. La consommation de viande était limitée dans l'Antiquité aux classes les plus favorisées de la cour de Madrid, et il est possible que sa consommation élevée ait laissé un reste de mets de « second ordre » qui ont pu donner lieu à des gallinejas, entresijos et callos, criadillas, zarajos, etc., pas tous purement madrilènes, mais avec des variantes et des inspirations d'autres zones géographiques de l'Espagne. Les pinchitos de carne (brochettes de viande) sont populaires.
L'ouverture de l'abattoir de Madrid en 1910 par l'architecte Luis Bellido a permis une distribution plus régulière de la viande dans la capitale. Le goût pour la viande de gibier se manifeste fréquemment sur les marchés, où l'on trouve facilement du sanglier, du daim et surtout de la perdrix et du faisan (emblématiques de la consommation de la ville voisine d'Aranjuez). L'approvisionnement en saucisses des régions voisines comme Salamanque ou l'Estrémadure fait qu'elles sont toujours proposées sur les marchés.

### Poissons et fruits de mer
La consommation de poissons et de fruits de mer est assez élevée, et il n'est pas surprenant que de nombreux plats typiques de Madrid comprennent des produits de la mer. Citons par exemple la morue salée, qui fait aujourd'hui l'objet de boutiques spécifiques (et n'est pas difficile à trouver dans les épiceries) ; la daurade ; le calmar, présent sous forme de poisson frit dans certaines préparations ; la sardine (qui est grillée ou salée) ; le thon en miettes ; la truite, etc.
Mercamadrid fournit du poisson frais à la capitale avec une grande efficacité. Ce n'est pas pour rien que c'est le deuxième plus grand marché aux poissons du monde (le premier est celui de Tsukiji à Tokyo). À partir du marché central, le poisson est distribué sur différents marchés de la ville. Les poissons les plus populaires sont la morue salée, la daurade (qui est préparée à la manière madrilène, c'est-à-dire au four), les sardines (célèbres pour être grillées), etc. Il est courant de voir des plats de fruits de mer, comme les populaires crevettes à l'ail servies dans de petits plats en terre cuite (cazuela), les crevettes jaunes à la gabardine, les crevettes grillées, a la malagueña (cuites en saumure), etc.
Des viandes plus exotiques sont également consommées dans la capitale depuis les temps anciens. Les cuisses de grenouille, à l'ail ou à la romaine, sont l'un des plats les plus caractéristiques de la cuisine de la ville voisine d'Aranjuez (Madrid), où elles sont traditionnellement mangées en raison de l'emplacement de la municipalité sur le fleuve Tage, où ces amphibiens abondent. Dès le XVe siècle, il existe des preuves de certaines recettes à base de cuisses de grenouille et l'on sait que la reine Isabel II était une cliente régulière du Lhardy, un restaurant madrilène où ce plat figurait au menu.